# Aglais
Aglais là một chi bướm trong họ Nymphalidae. Chi này đôi khi bao gồm cả phân chi Nymphalis, nhưng thường được xem là riêng biệt.

## Phân loài
- Aglais ichnusa Hübner, 1819
- Aglais io (Linnaeus, 1758)
- Aglais kaschmirensis (Kollar, 1844)
- Aglais ladakensis (Moore, 1882)
- Aglais milberti (Godart, 1819)
- Aglais rizana (Moore, 1872)
- Aglais urticae (Linnaeus, 1758)

## Hình ảnh

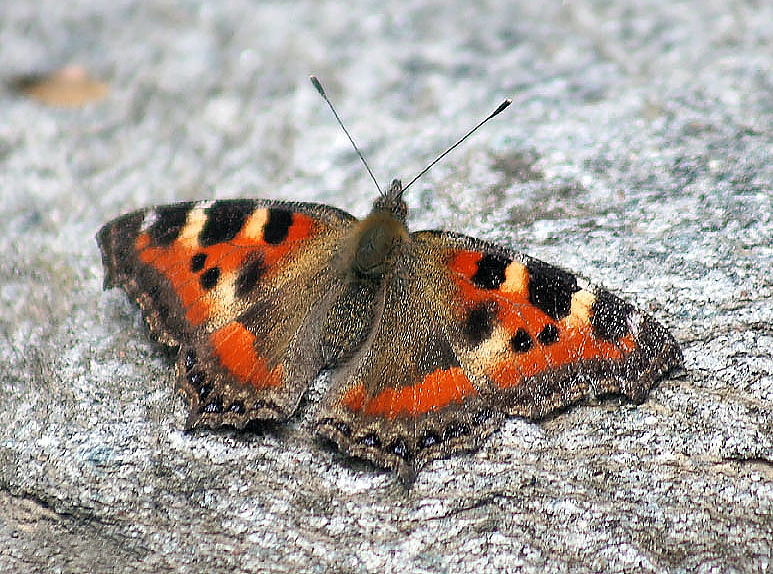
Aglais kaschmirensis
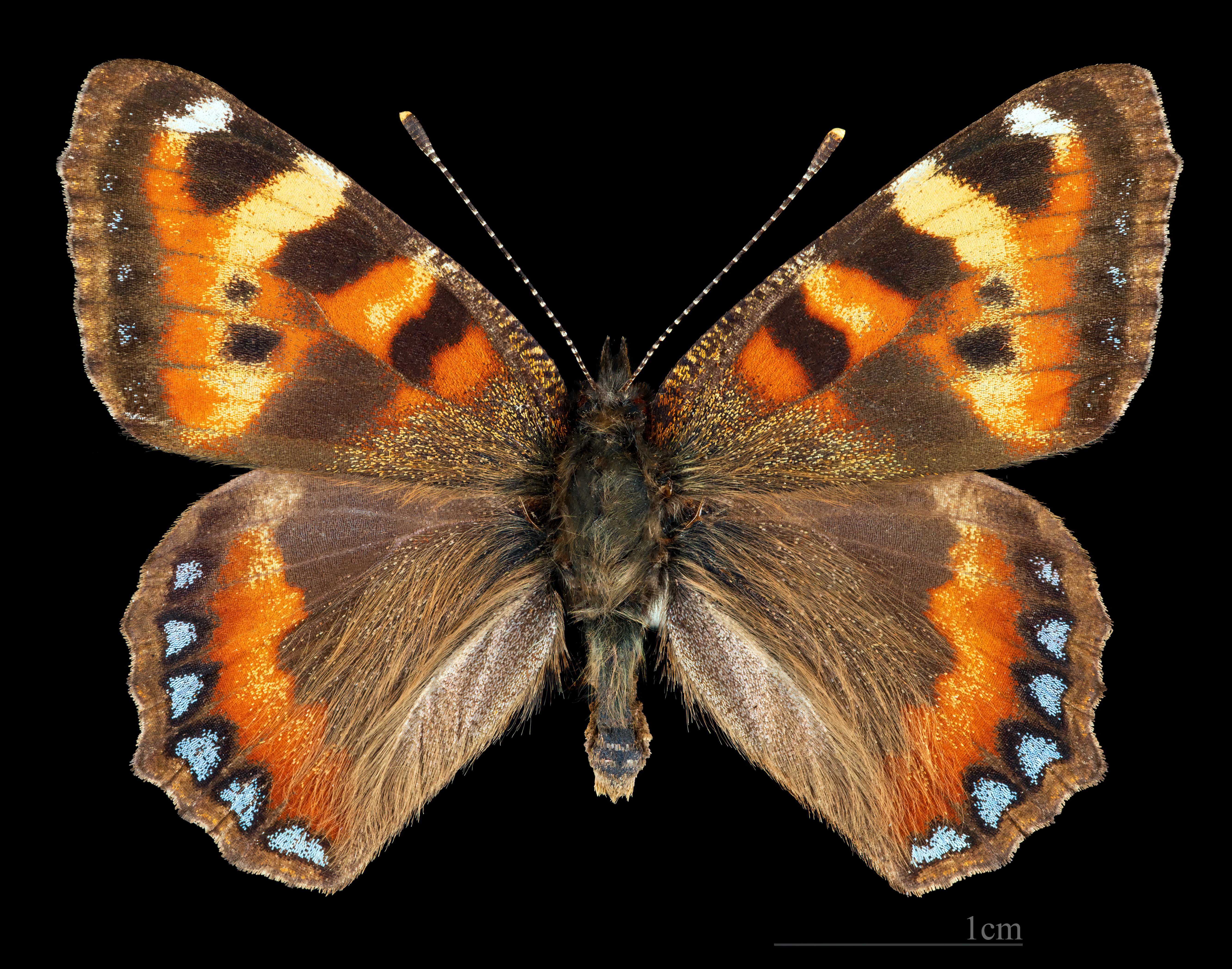
Ladakh Tortoiseshell (Aglais ladakensis)
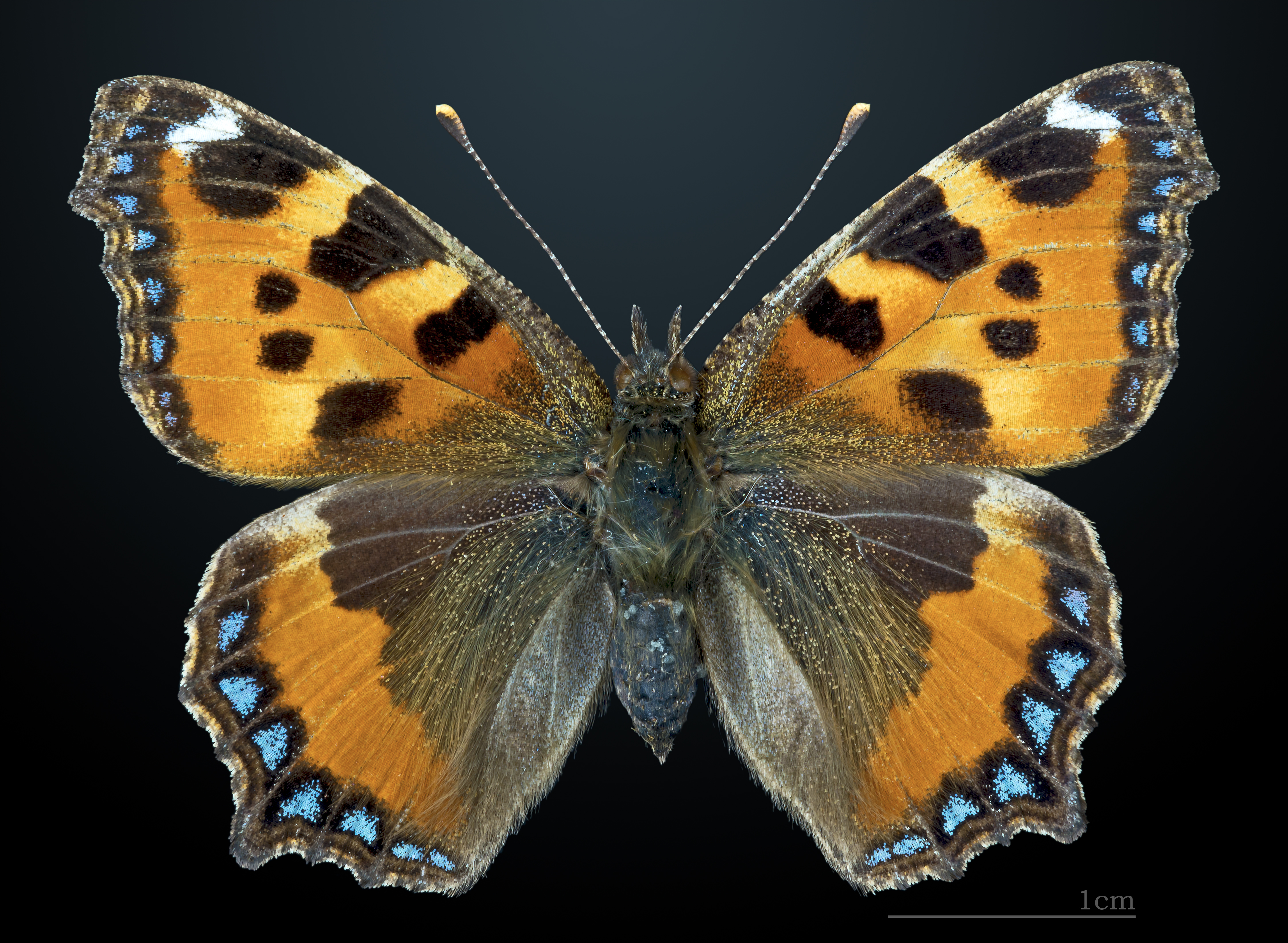
Aglais urticae
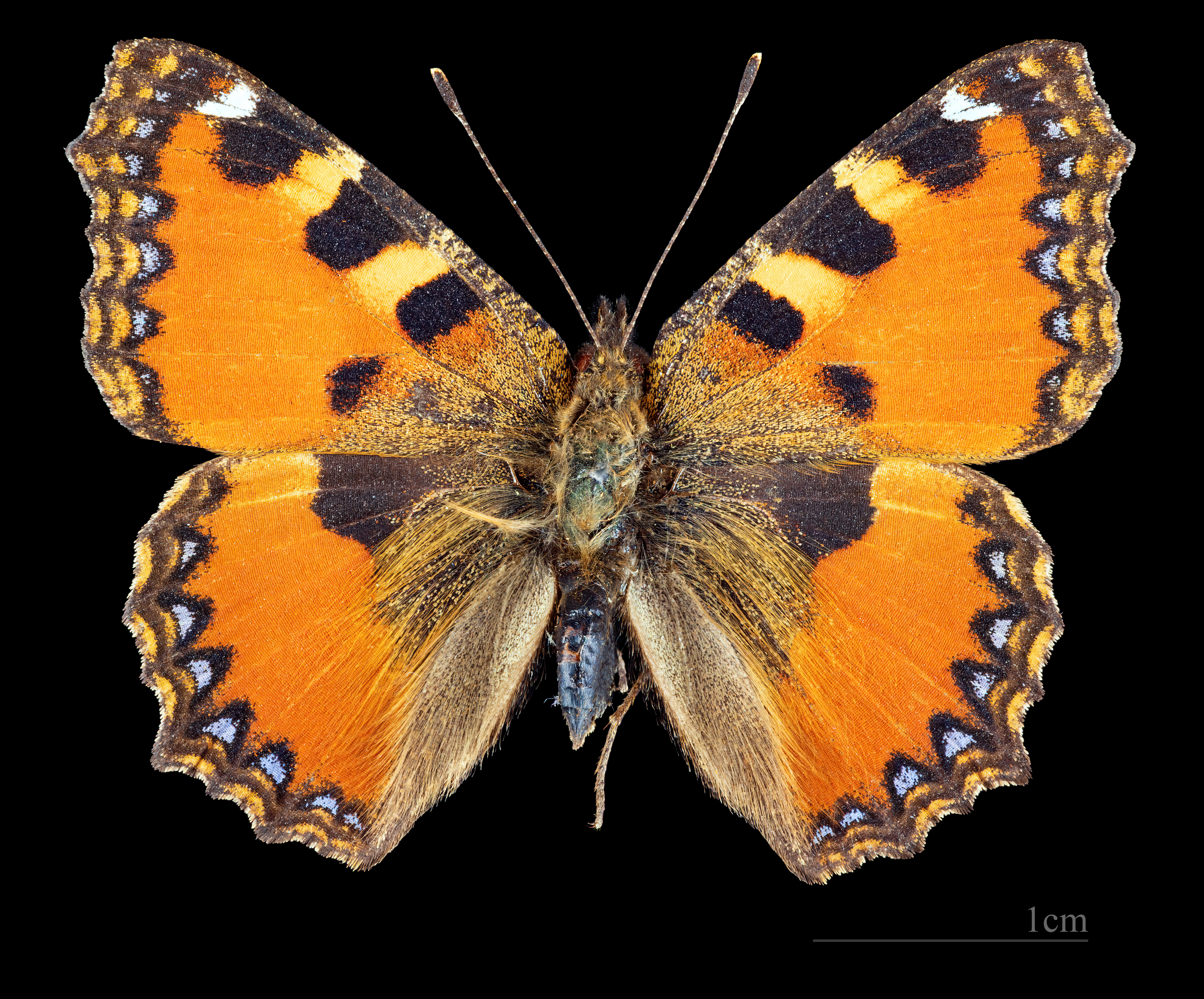
Aglais ichnusa
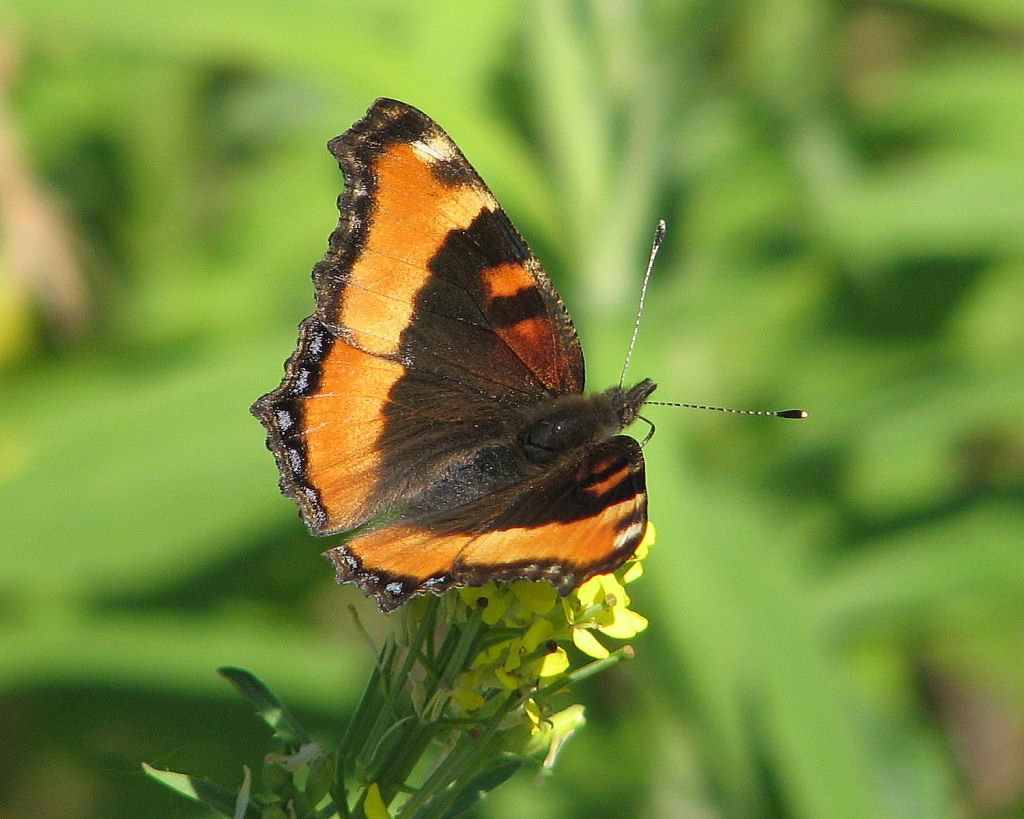
Aglais milberti
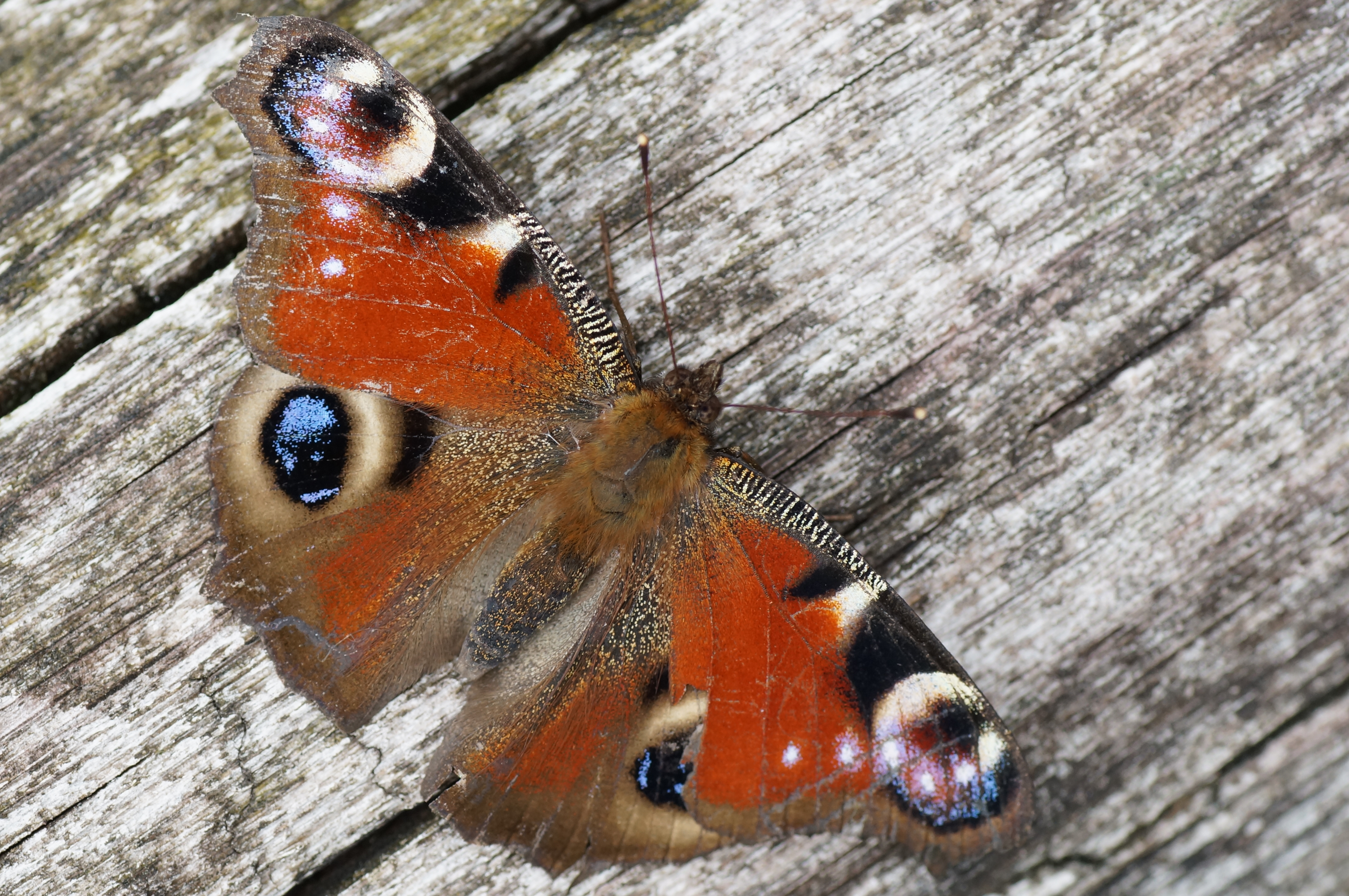
Aglais io